# Flèche de Bilossaraï
La flèche de Bilossaraï (en ukrainien : Білосарайська коса, en russe : Белосарайская коса) est un cordon littoral, une bande de terre proche de Ialta dans l'oblast de Donetsk qui donne sur la mer d'Azov.
La flèche mesure 4,16 km2 et se trouve à l'embouchure de la Mokraïa Belossaraïka, séparant la baie de Taganrog au nord et la baie de Belossaraïsk au sud. Elle est principalement formée par les sables de la Kalmious. Elle est un site Ramsar et WPDA.

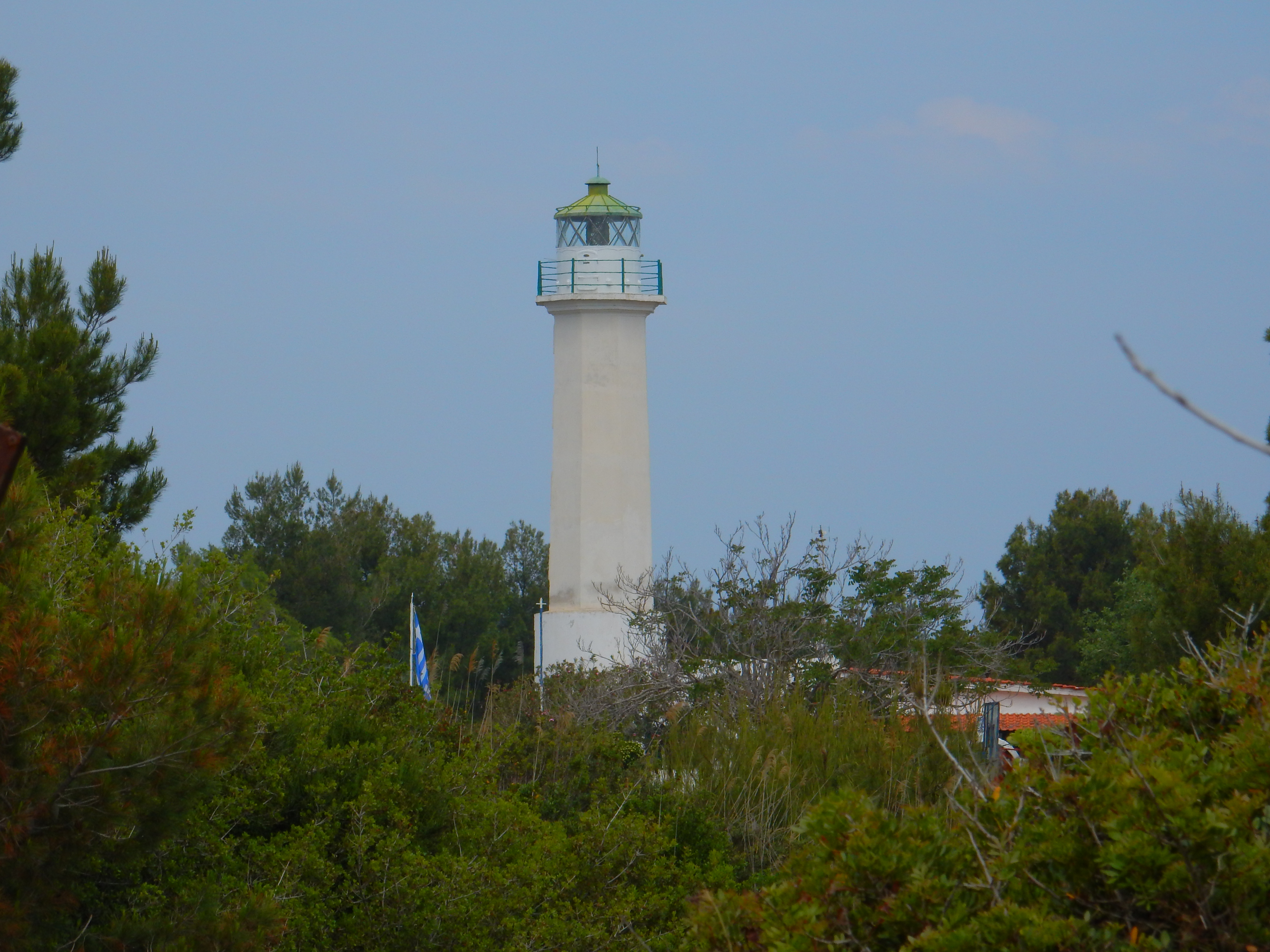
Son phare,
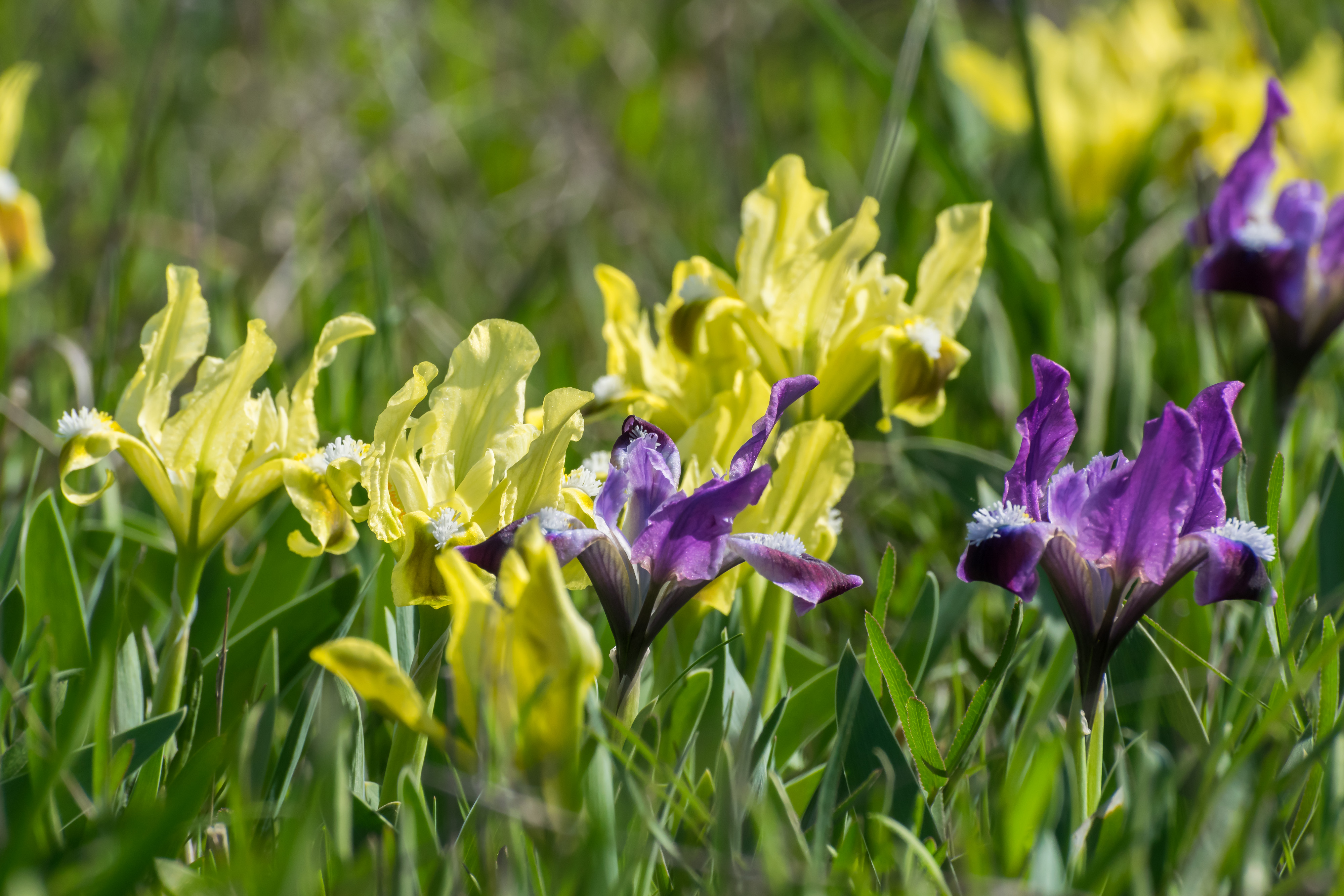
iris,
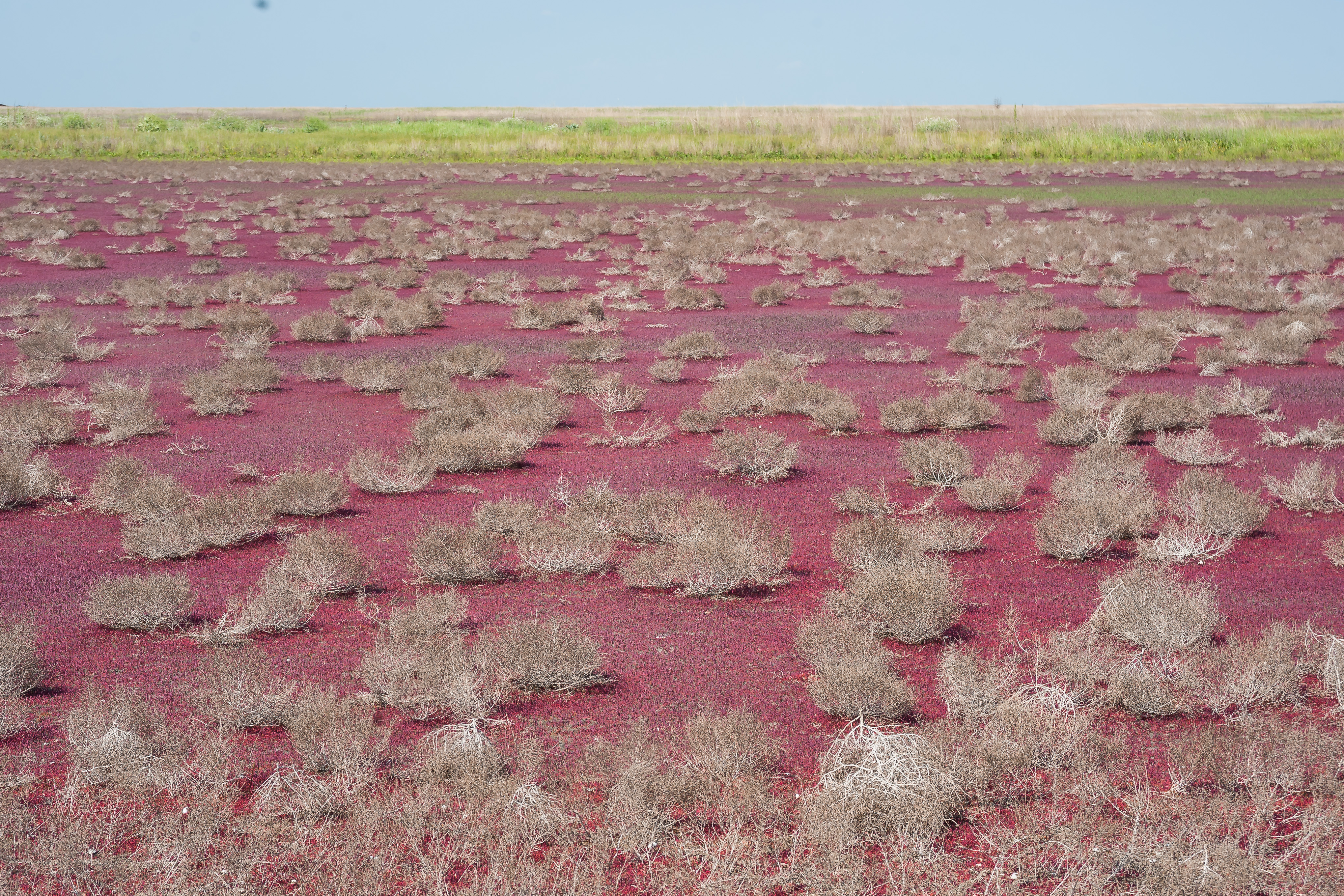
La plage.